# فيصل سرور
فيصل سرور (من مواليد 29 سبتمبر 1996) هو رياضي بارالمبي من الكويت. فاز فيصل بالميدالية البرونزية ضمن مسابقة دفع الجلة للرجال فئة إف ثلاثة وستون في دورة الألعاب البارالمبية الصيفية 2020 التي إقيمت في العاصمة اليابانية طوكيو.

### المشاركات
- الألعاب البارالمبية الصيفية 2020
- الألعاب البارالمبية الصيفية 2024

## روابط خارجية
- الصفحة الرسمية للاعب على موقع الألعاب البارالمبية